# Maffeo Gherardi
Maffeo Gherardi (Veneza, 1406 - Terni, 14 de setembro de 1492) foi um cardeal do século XV.

## Primeiros anos
Nasceu em Veneza 1406. De uma família nobre. Segundo filho de Giovanni Gherardi e Cristina (ou Franceschina) Barbarigo. Seu sobrenome também está listado como Gherardo; como Gerardi; e como Girardi. Ele foi chamado de Cardeal de Veneza.

## Educação
Ingressou na Ordem de São Bento Camaldulense (Benedictinos), ainda jovem; recebeu o hábito de Paolo Venier, abade do mosteiro de S. Michele di Murano.

## Sacerdócio
Ordenado (nenhuma informação adicional encontrada). Abade do mosteiro de S. Michele di Murano, diocese de Torcello, hoje Veneza, em 1444, durante dezesseis anos. Abade Geral da Ordem.

## Episcopado
Eleito patriarca de Veneza por voto unânime do Senado veneziano, abril de 1466; em 30 de outubro de 1467, os embaixadores venezianos em Roma insistiram, perante o papa, na eleição do padre Gherardi; foi confirmado em 16 de dezembro de 1468; ele ocupou a sé até sua morte. Consagrado em 9 de abril de 1469, na catedral de San Pietro, Castello (nenhuma informação adicional encontrada).

## Cardinalato
Criado cardeal diácono no consistório de 9 de março de 1489, sem ser “publicado”; em 3 de julho de 1489, o papa declarou que seria publicado no próximo consistório de promoção de novos cardeais e que se isso não ocorresse, deveria ser considerado como "publicado" e autorizado a participar do conclave; é possível que o papa tenha reservado para ele na época a diaconia dos Ss. Sérgio e Bacco. Com a morte do Papa Inocêncio VIII, chegou a Roma em 3 de agosto de 1492 e foi recebido pelo cardeal Giovanni Battista Orsini, que o acompanhou no dia seguinte à sacristia da basílica patriarcal do Vaticano, onde estava reunido o Sagrado Colégio dos Cardeais; ele foi reconhecido como cardeal por instância do Concílio dos Dez de Veneza e foi publicado; pode ser que nessa época ele tenha recebido o título de Ss. Nereo e Achilleo. Participou do conclave de 1492; o seu voto foi o decisivo para a eleição do Cardeal Rodrigo de Borja y Borja como Papa Alexandre VI. Ele deixou Roma com destino a Veneza em 5 de setembro de 1492. Ao chegar a Terni, seu estado tornou-se muito grave e ele parou naquela cidade, onde morreu pouco depois. Foi o primeiro patriarca de Veneza elevado ao cardinalato
Morreu em Terni em 14 de setembro de 1492, depois de receber o viático e a extrema unção administrados por Pietro Dolfin, seu conclavista, discípulo predileto e primeiro biógrafo. Transferido para Veneza e sepultado na igreja de S. Pietro.